# Ivajlo Kalfin
Ivajlo Georgijev Kalfin (Bulgaars: Ивайло Георгиев Калфин) (Sofia, 30 mei 1964) is een Bulgaars politicus. Hij was van 7 november 2014 tot 18 mei 2016, vicepremier en minister van Arbeid en Sociaal Beleid. Hij was van 2005 tot 2009 minister van Buitenlandse Zaken in het kabinet-Stanisjev. Voorts was Kalfin lid van het Europees Parlement van 2009 tot 2014.

## Politieke loopbaan
Kalfin maakte van 1994 tot 1996 deel uit van de landelijke partijraad van de Bulgaarse Socialistische Partij (BSP). Na de parlementsverkiezingen van 1994 werd hij lid van de Nationale Vergadering. Hij verliet zijn fractie in januari 1997 en werd lid van de nieuwe partij Bulgaars Eurolinks, die zich van de BSP afsplitste. In de parlementsverkiezingen van 1997 haalde deze partij genoeg stemmen voor veertien zetels, zodat Kalfin ook parlementslid was tijdens de 38ste zittingsperiode van de Nationale Vergadering. Hij richtte in Bulgarije de Sociaaldemocratische Beweging op.
In maart 2003 werd hij als opvolger van Vesselin Mintsjev benoemd tot adviseur economische zaken van toenmalig president Georgi Parvanov. Hij nam in 2005 opnieuw deel aan de parlementsverkiezingen, waarna hij in het kabinet-Stanisjev minister van Buitenlandse Zaken en vicepremier werd. Hij speelde in deze hoedanigheid een belangrijke rol in de toetreding van Bulgarije tot de Europese Unie in 2007.
In 2009 nam hij als lijsttrekker van de Coalitie voor Bulgarije, waartoe ook de BSP behoorde, deel aan de verkiezingen voor het Europees Parlement. Hij zit sinds 14 juli 2009 in het Europees Parlement. Hij maakt onder andere deel uit van de Commissie begrotingscontrole en de Commissie industrie, onderzoek en energie. In 2011 deed Kalfin mee aan de Bulgaarse presidentsverkiezingen. Hij haalde 47,4% van de stemmen en belandde op de tweede plaats, achter Rosen Plevneliev, die 52,6% van de stemmen haalde.
Kalfin gaf leiding aan de groep Europarlementariërs van de BSP, maar deze functie gaf hij in januari 2014 op. Volgens een verklaring op zijn website verlaat hij de fractie uit onvrede over het kabinet-Oresjarski, een minderheidskabinet van de BSP en de Beweging voor Rechten en Vrijheden dat afhankelijk is van de gedoogsteun van de omstreden Ataka-partij. Hij blijft echter wel aangesloten bij de Progressieve Alliantie van Socialisten en Democraten, waartoe de BSP behoort.
Voor de Europese Parlementsverkiezingen van 2014 was Kalfin lijsttrekker van de nieuwe partij Alternatief voor een Bulgaarse Wedergeboorte (ABV), maar daarmee behaalde hij niet de kiesdremmpel. Hij zal daarom niet terugkeren in het Europees Parlement.
Door het verlenen van steun aan het kabinet-Borisov II mocht het ABV een minster aanstellen. Uiteindelijk kreeg Kalfin de post van vicepremier en minister van Arbeid en Sociaal Beleid toebedeeld.